# Gorgonacea
Pour les articles homonymes, voir Gorgones.
Ordre
Synonymes
Alcyonacea Lamouroux, 1816
Les gorgones (Gorgonacea), parfois appelés gorgones éventail, coraux cornés ou coraux à écorce, sont un ordre probablement paraphylétique de coraux, vivant sous forme de polypes coloniaux sessiles. L'ordre compte environ 1 200 espèces, qui se rencontrent dans toutes les mers tropicales et subtropicales. Ces coraux ne cultivent pas de zooxanthelles, et n'ont donc pas besoin de soleil pour croître.

## Description et caractéristiques
La colonie est en forme d'éventail, souvent de couleurs vives (rouge, jaune, violet). Le squelette est formé d'une substance souple et dure, la gorgonine. Comme les autres coraux, les gorgones sont généralement fixées à des substrats durs, mais certaines espèces peuvent se trouver sur des fonds de sable ou de boue. Chaque polype possède 8 tentacules qui filtrent le plancton et le consomment.
À l'exception de l'espèce méditerranéenne Eunicella singularis, ces coraux ne cultivent généralement pas de zooxanthelles symbiotiques dans leurs tissus, contrairement aux coraux tropicaux scléractiniaires, et n'ont donc pas besoin de lumière pour se développer, ce qui approfondit considérablement leur habitat potentiel. Pour la même raison, ils ne poussent pas en direction du soleil mais perpendiculairement au courant, de manière à filtrer un maximum de flux d'eau pour augmenter les chances d'attraper le plancton.
Le « corail rouge » de Méditerranée (Corallium rubrum) appartient à cet ordre et est de ce fait plus proche des gorgones que des véritables coraux tropicaux (scléractiniaires ou madrépores).

## Détail de l'anatomie d'une gorgone

Coenenchyme d'une gorgone

## Liste des familles
ITIS et World Register of Marine Species (27 novembre 2014) ne reconnaissent plus le taxon Gorgonacea. Ils placent toutes les familles que ADW attribue à Gorgonacea et Alcyonacea dans Alcyonacea.
| Selon ADW : - ordre Gorgonacea - sous-ordre Holaxonia Studer, 1887 - famille Acanthogorgiidae - famille Ainigmaptilidae - famille Chrysogorgiidae - famille Ellisellidae Gray, 1859 - famille Gorgoniidae Lamouroux, 1812 - famille Ifalukellidae - famille Isididae Lamouroux, 1812 - famille Keroeididae - famille Paramuriceidae Bayer, 1956 - famille Plexauridae Gray, 1959 - famille Primnoidae - sous-ordre Scleraxonia Studer, 1887 - famille Anthothelidae Broch, 1916 - famille Briareidae Gray, 1859 - famille Coralliidae - famille Melithaeidae - famille Paragorgiidae - famille Parisididae - famille Subergorgiidae - ordre Alcyonacea - famille Alcyoniidae - famille Astrospiculariidae - famille Clavulariidae - famille Nephtheidae - famille Nidaliidae - famille Siphonogorgiidae - famille Xeniidae | Selon World Register of Marine Species (29 janvier 2014) : - ordre Alcyonacea Lamouroux, 1816 - sous-ordre Alcyoniina - famille Alcyoniidae Lamouroux, 1812 - famille Aquaumbridae Breedy, van Ofwegen & Vargas, 2012 - famille Nephtheidae Gray, 1862 - famille Nidaliidae Gray, 1869 - famille Paralcyoniidae Gray, 1869 - famille Xeniidae Ehrenberg, 1828 - sous-ordre Calcaxonia - famille Chrysogorgiidae Verrill, 1883 - famille Dendrobrachiidae Brook, 1889 - famille Ellisellidae Gray, 1859 - famille Ifalukellidae Bayer, 1955 - famille Isididae Lamouroux, 1812 - famille Primnoidae Milne Edwards, 1857 - sous-ordre Holaxonia - famille Acanthogorgiidae Gray, 1859 - famille Gorgoniidae Lamouroux, 1812 - famille Keroeididae Kinoshita, 1910 - famille Plexauridae Gray, 1859 - sous-ordre Protoalcyonaria - famille Taiaroidae Bayer & Muzik, 1976 - sous-ordre Scleraxonia - famille Anthothelidae Broch, 1916 - famille Briareidae Gray, 1859 - famille Coralliidae Lamouroux, 1812 - famille Melithaeidae Gray, 1870 - famille Paragorgiidae Kükenthal, 1916 - famille Parisididae Aurivillius, 1931 - famille Subergorgiidae Gray, 1859 - sous-ordre Stolonifera - famille Acrossotidae Bourne, 1914 - famille Arulidae McFadden & van Ofwegen, 2012 - famille Clavulariidae Hickson, 1894 - famille Coelogorgiidae Bourne, 1900 - famille Cornulariidae Dana, 1846 - famille Pseudogorgiidae Utinomi & Harada, 1973 - famille Tubiporidae Ehrenberg, 1828 - famille Acanthoaxiidae van Ofwegen & McFadden, 2010 - famille Haimeidae Wright, 1865 - famille Parasphaerascleridae McFadden & van Ofwegen, 2013 - famille Viguieriotidae | Selon ITIS (29 janvier 2014) : - ordre Alcyonacea Lamouroux, 1816 - famille Astrospiculariidae - famille Clavulariidae Hickson, 1894 - famille Nephtheidae - famille Siphonogorgiidae - famille Xeniidae Ehrenberg, 1828 - sous-ordre Alcyoniina - famille Alcyoniidae Lamouroux, 1812 - famille Nidaliidae - sous-ordre Calcaxonia - famille Ellisellidae Gray, 1859 - famille Isididae Lamouroux, 1812 - famille Primnoidae - sous-ordre Holaxonia Studer, 1887 - famille Acanthogorgiidae Gray, 1859 - famille Ainigmaptilidae - famille Chrysogorgiidae Verrill, 1883 - famille Gorgoniidae Lamouroux, 1812 - famille Ifalukellidae - famille Paramuriceidae Bayer, 1956 - famille Plexauridae Gray, 1859 - sous-ordre Scleraxonia Studer, 1887 - famille Anthothelidae Broch, 1916 - famille Briareidae Gray, 1859 - famille Briaridae - famille Coralliidae Lamouroux, 1812 - famille Keroeididae Kinoshita, 1910 - famille Melithaeidae Gray, 1870 - famille Paragorgiidae - famille Parisididae - famille Subergorgiidae |

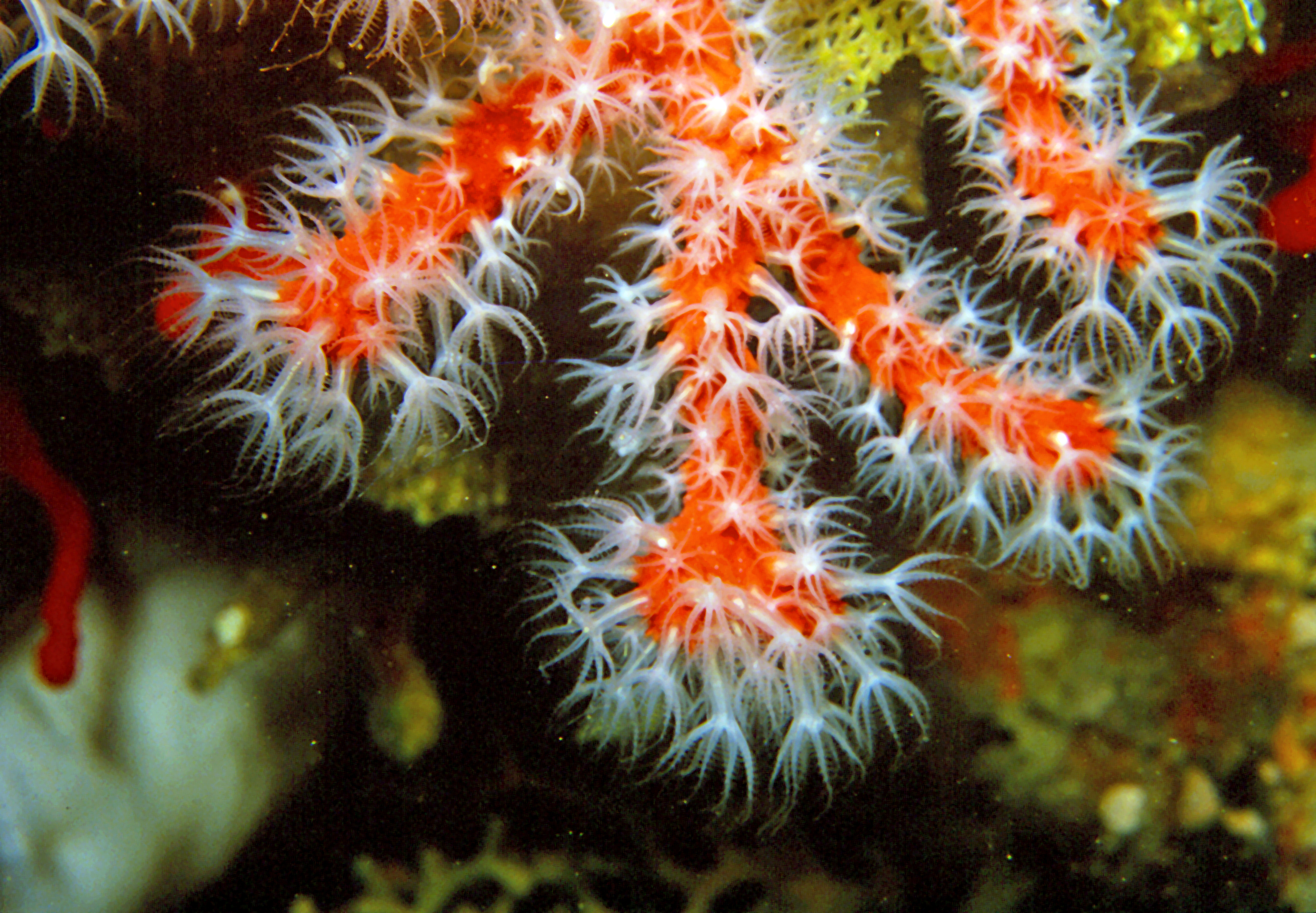
Corallium rubrum, un Coralliidae méditerranéen.
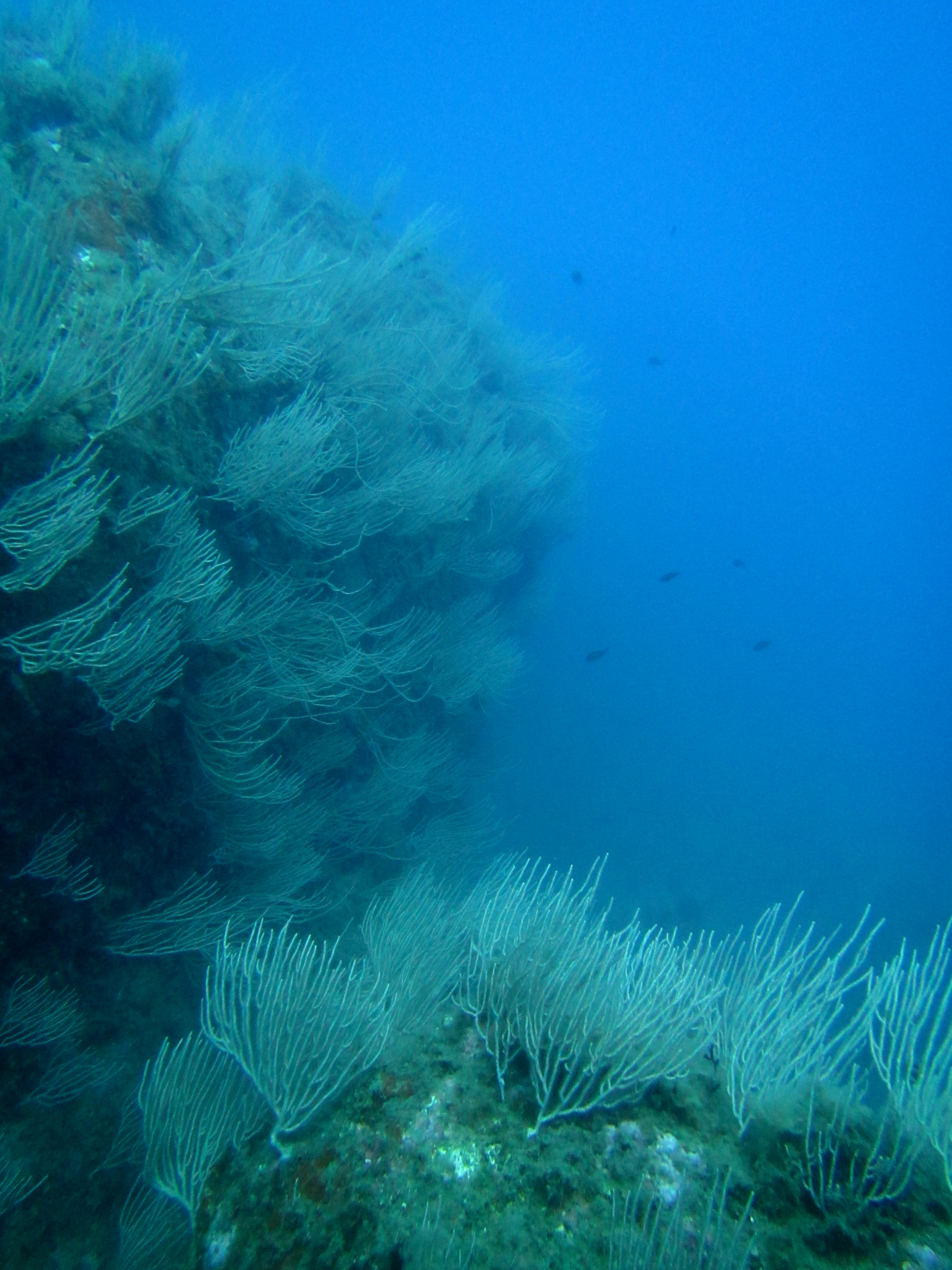
Eunicella singularis en Méditerranée.
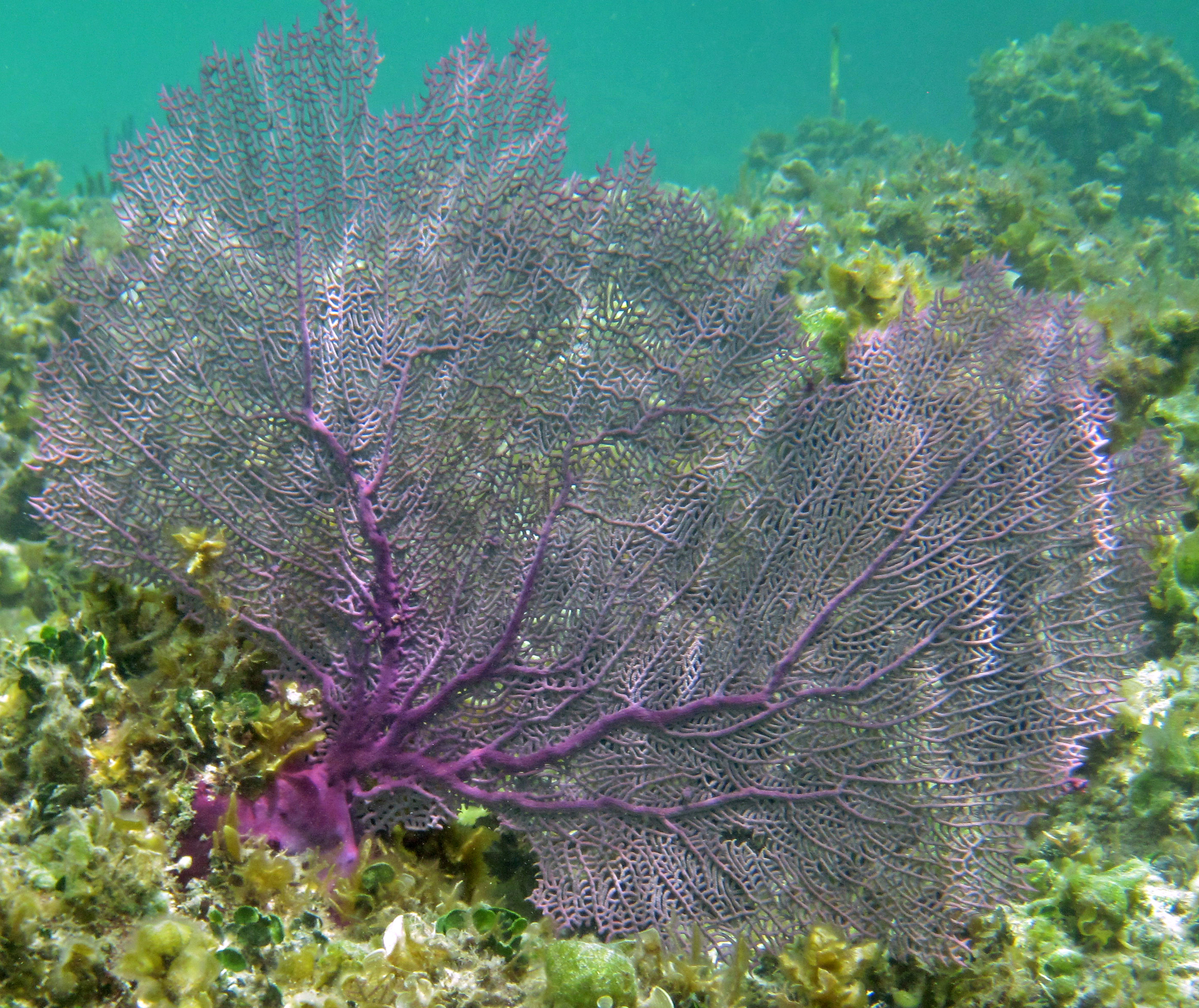
Gorgonia ventalina, un Gorgoniidae des Bahamas.
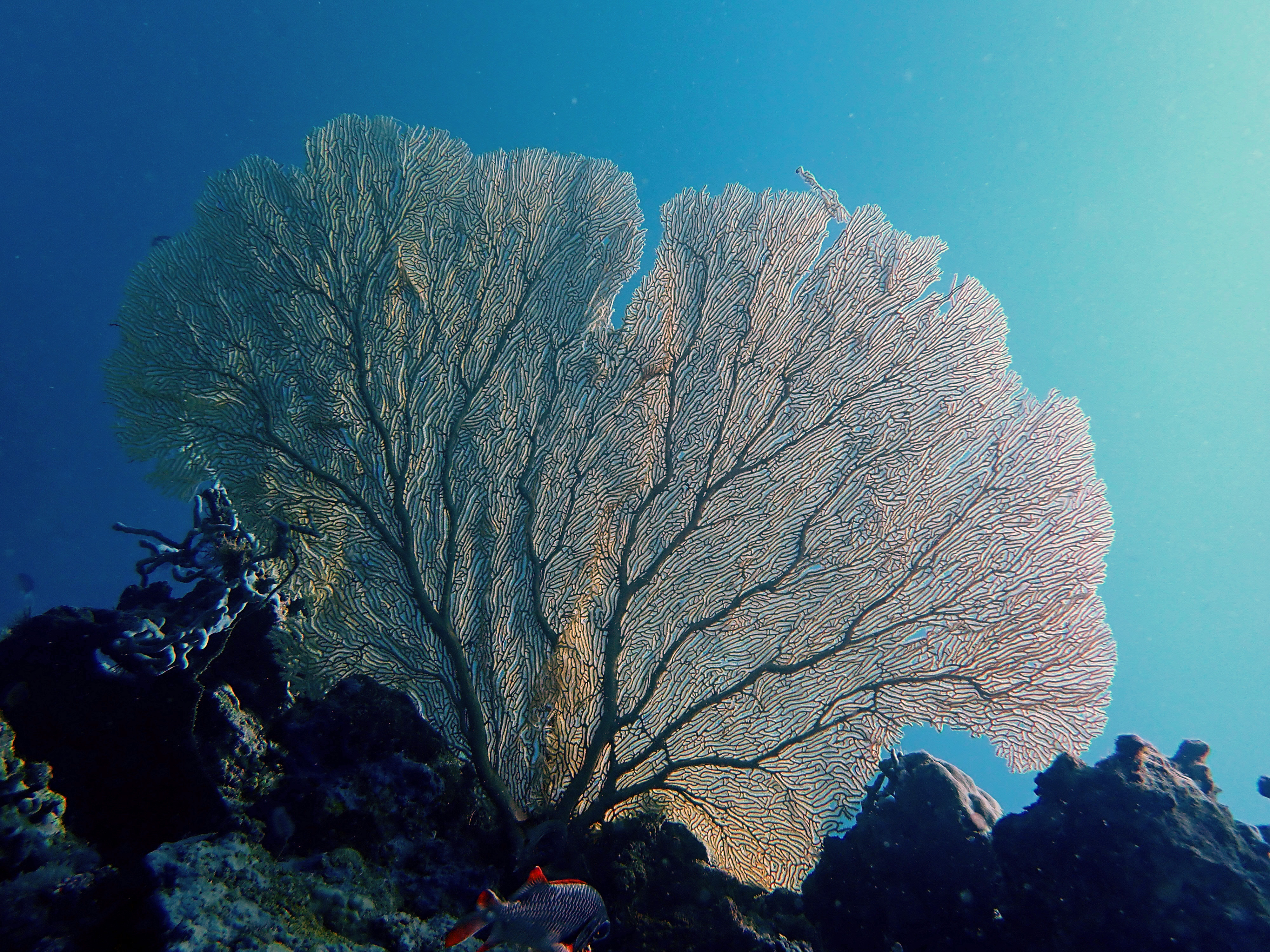
Annella mollis à Mayotte.
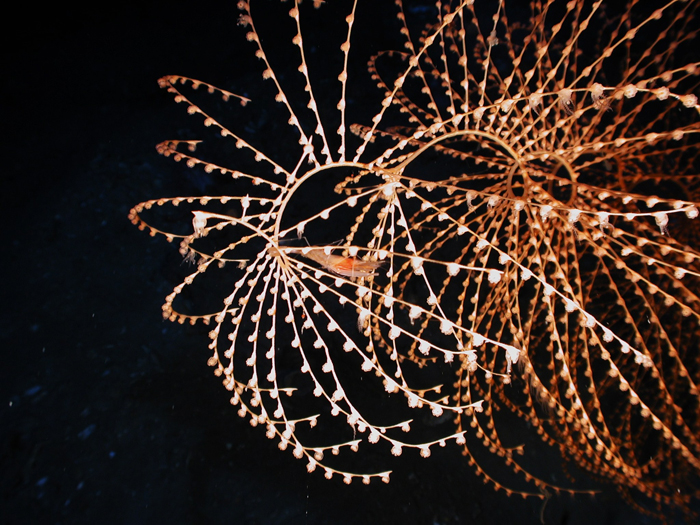
Iridigorgia sp., un Chrysogorgiidae.
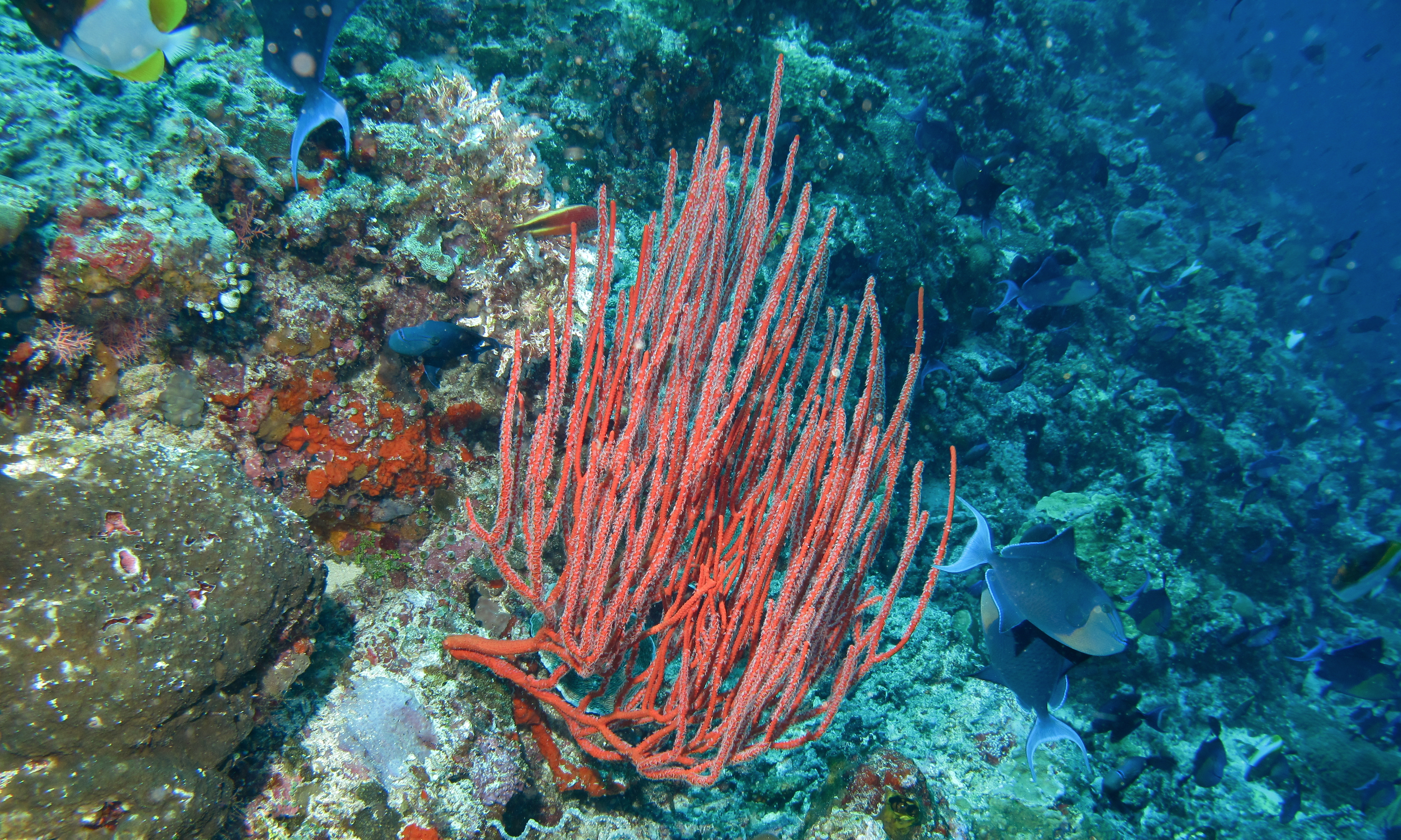
Ellisella sp., un Ellisellidae.
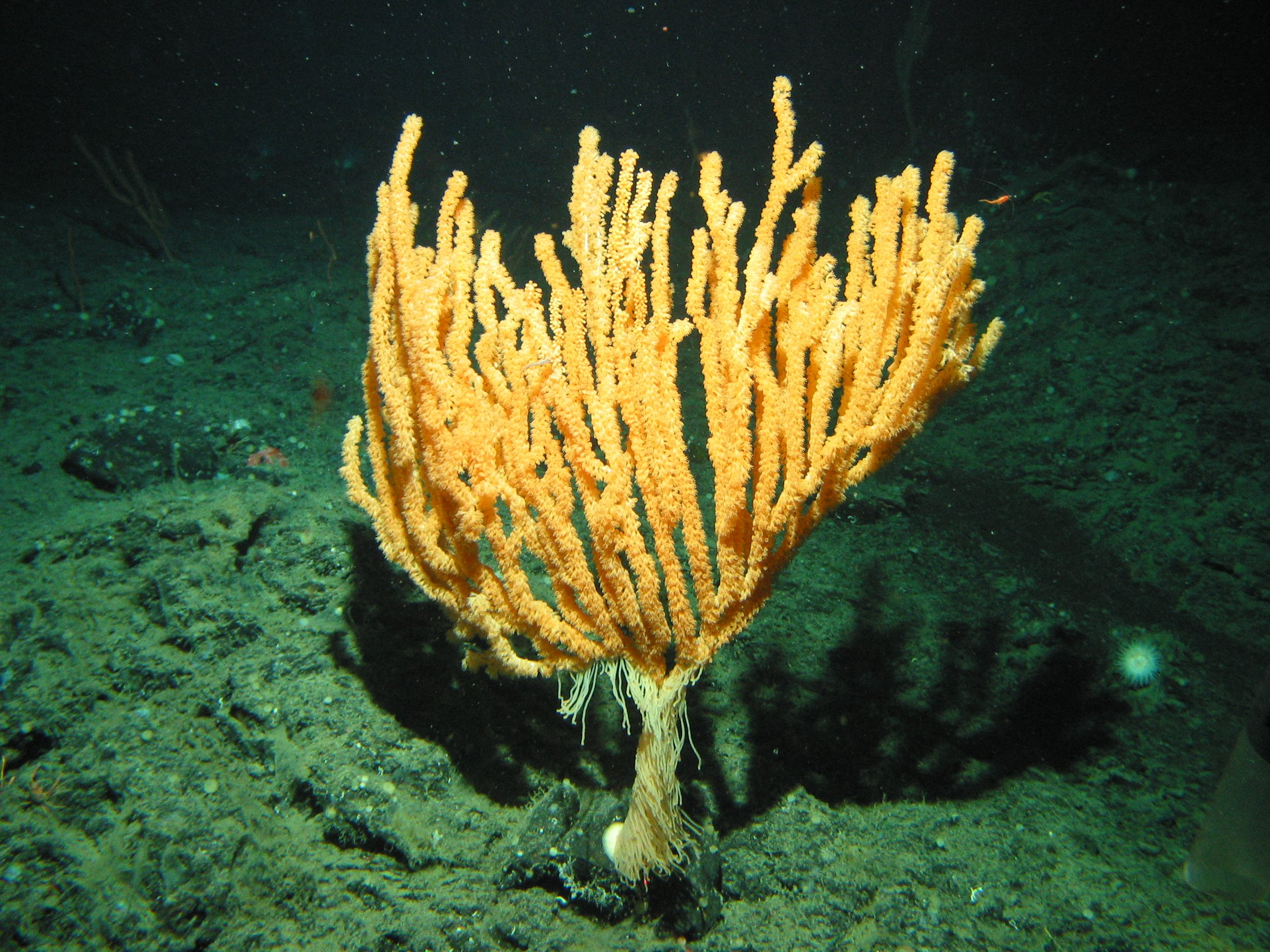
Isidella tentaculum, un Isididae.
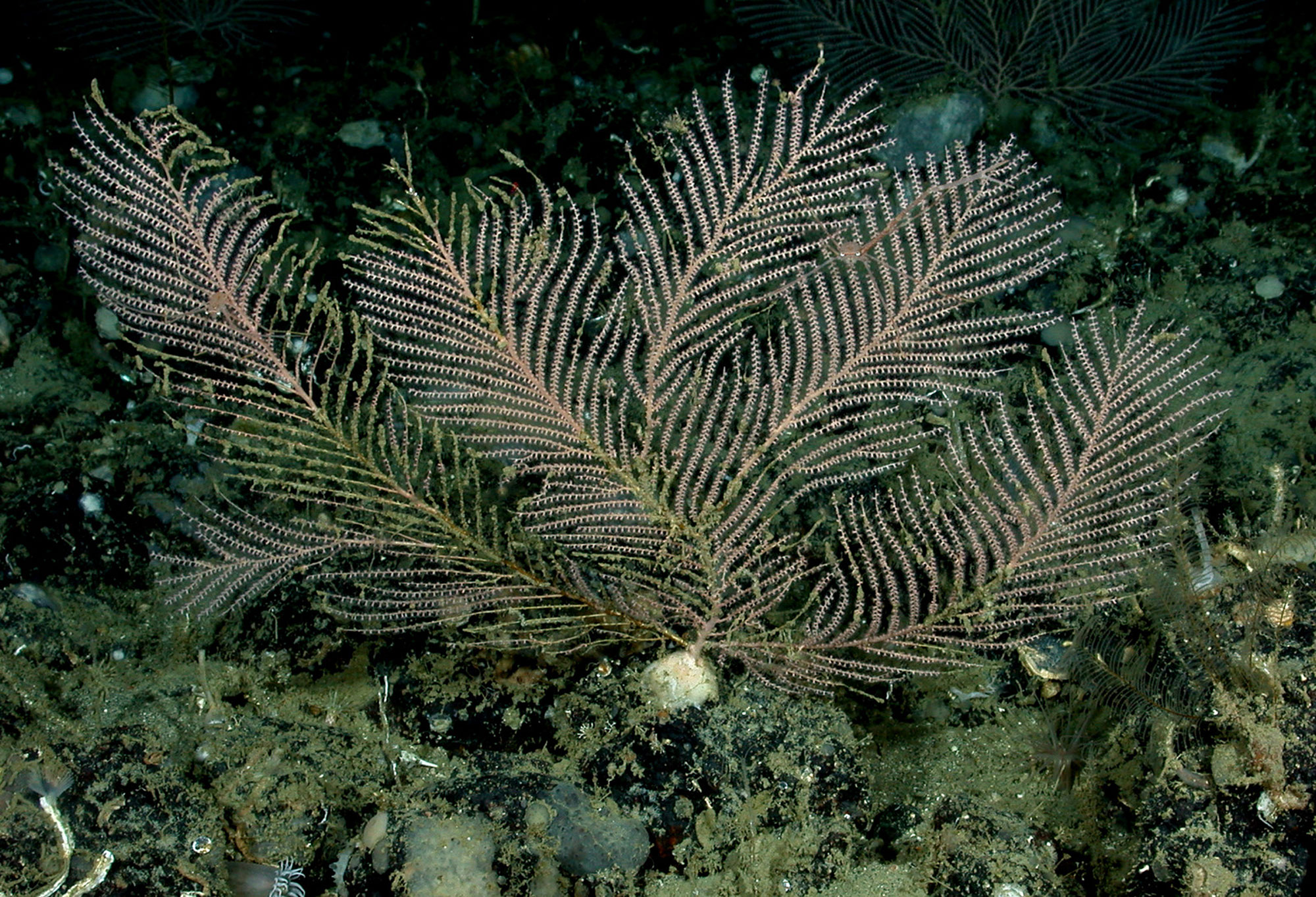
Plumarella pellucida, un Primnoidae.
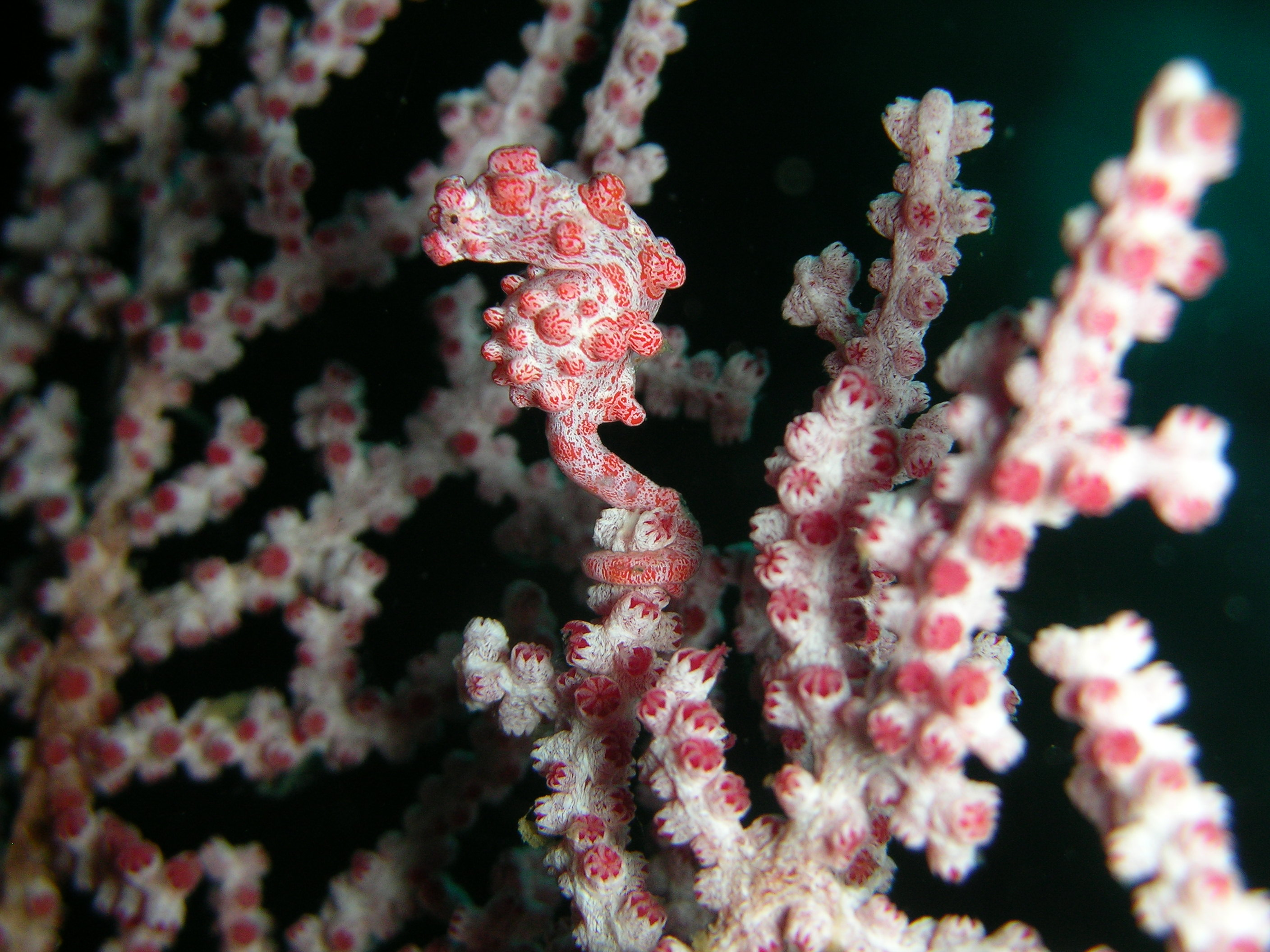
Muricellasp., un Acanthogorgiidae.
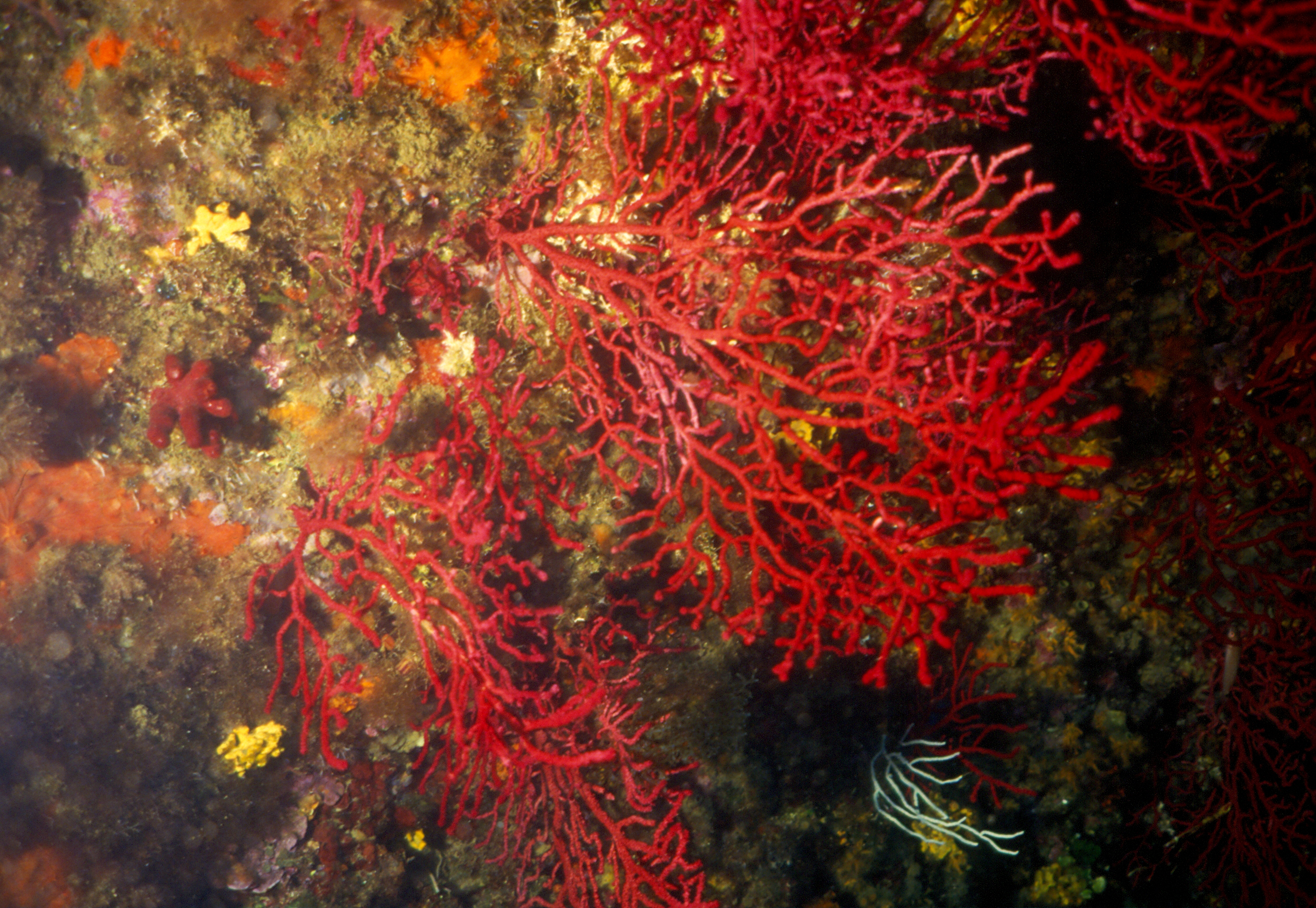
Paramuricea clavata, un Paramuriceidae.
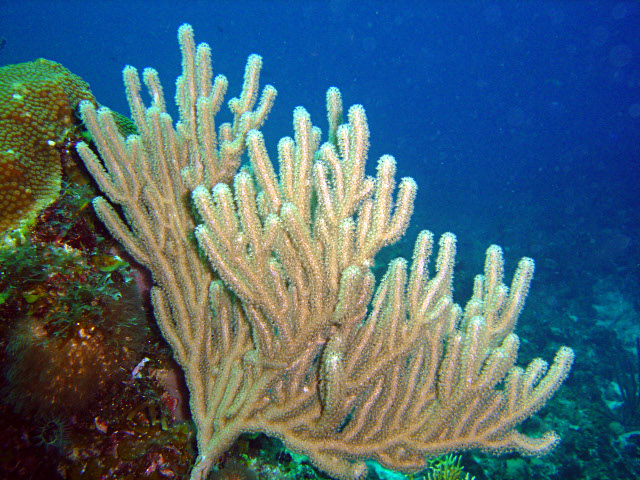
Muricea elongata, un Plexauridae.
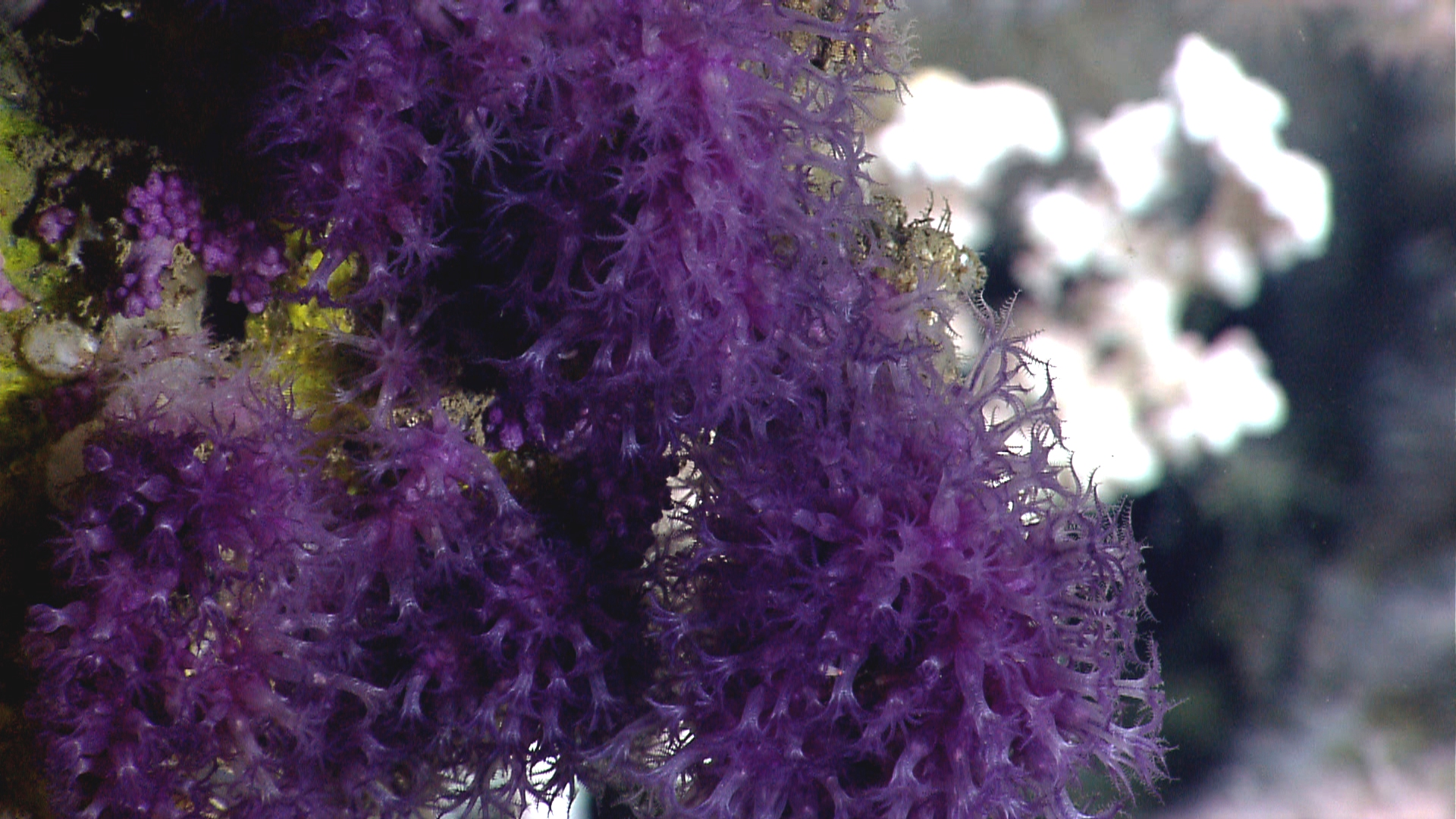
Anthothela grandiflora, un Anthothelidae.
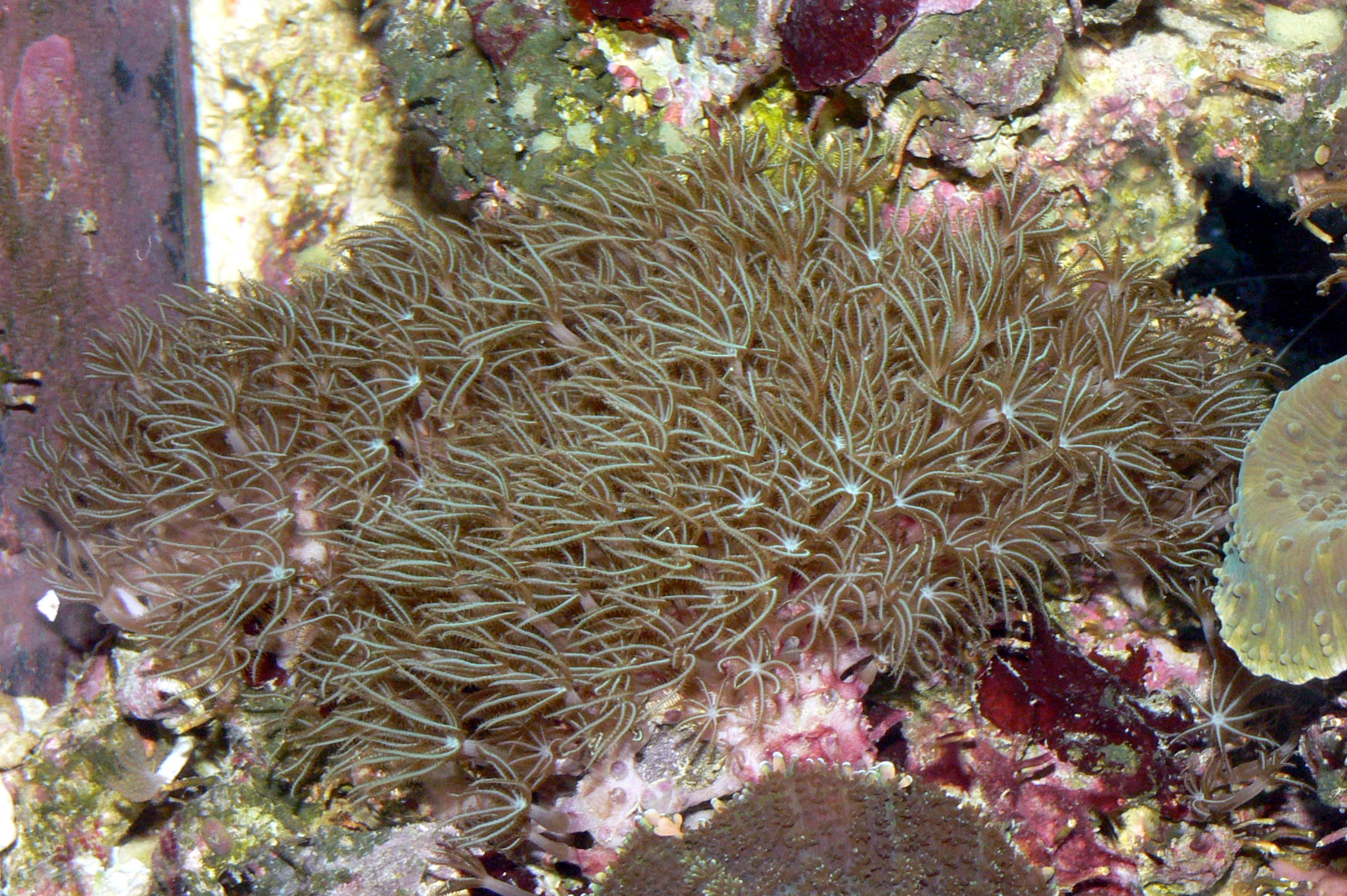
Briareum sp., un Briareidae.
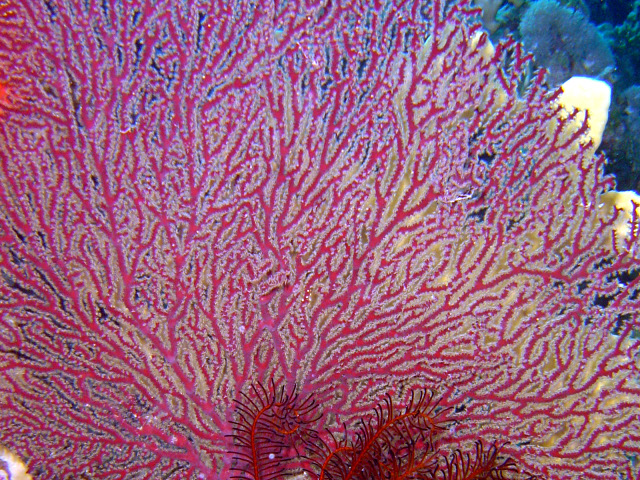
Acabaria splendens, un Melithaeidae.
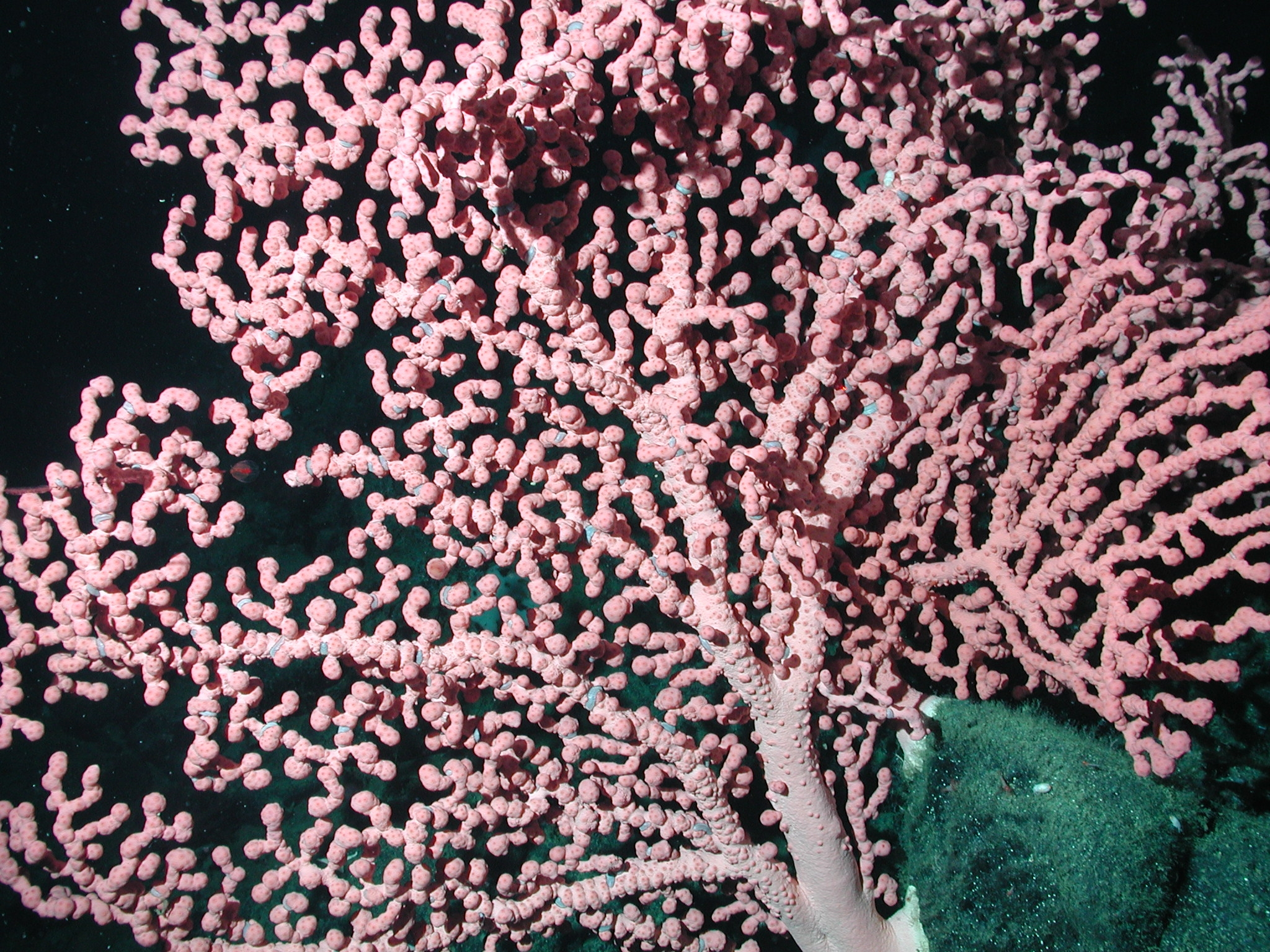
Paragorgia arborea, un Paragorgiidae.
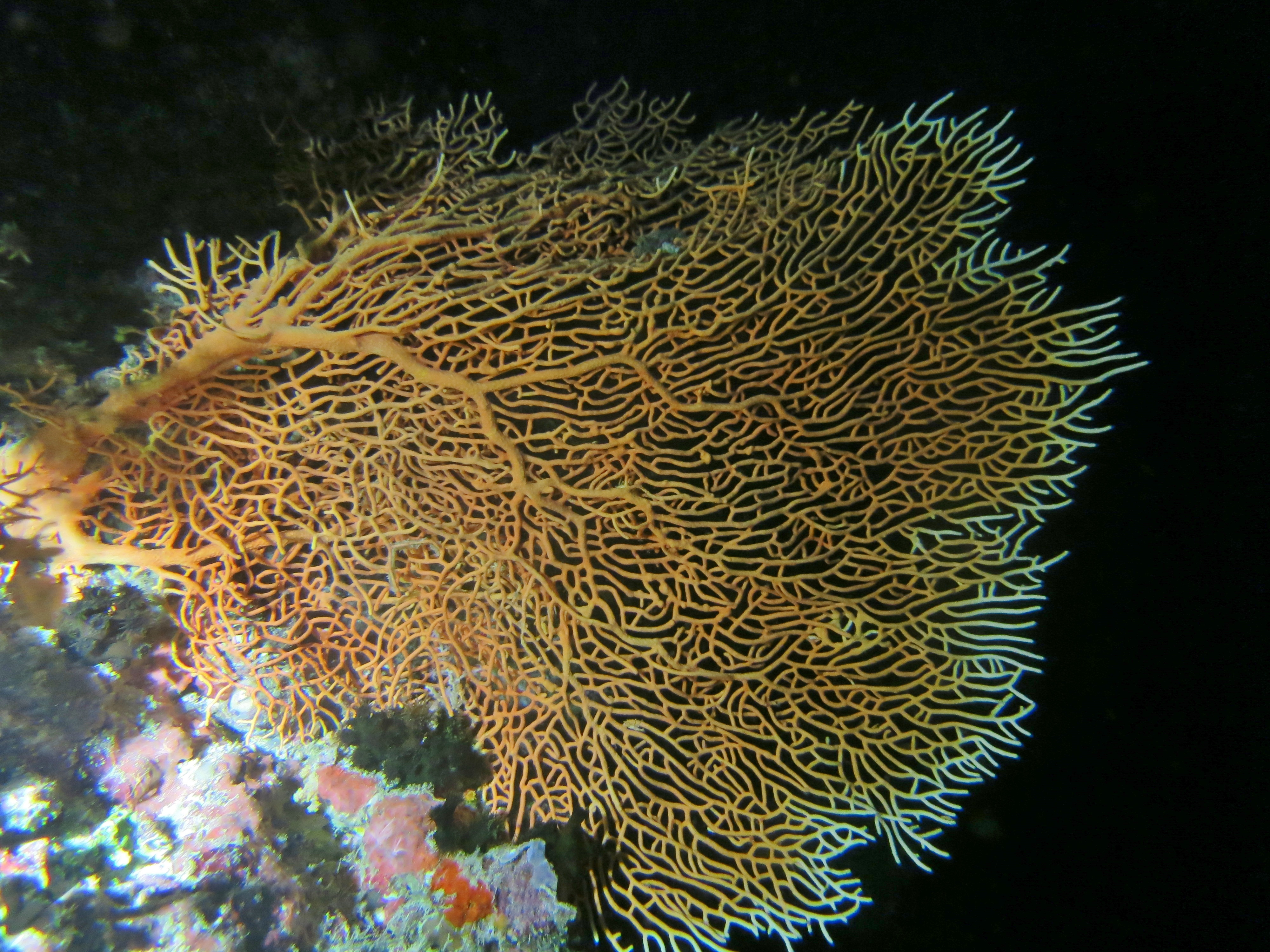
Annella mollis, un Subergorgiidae.
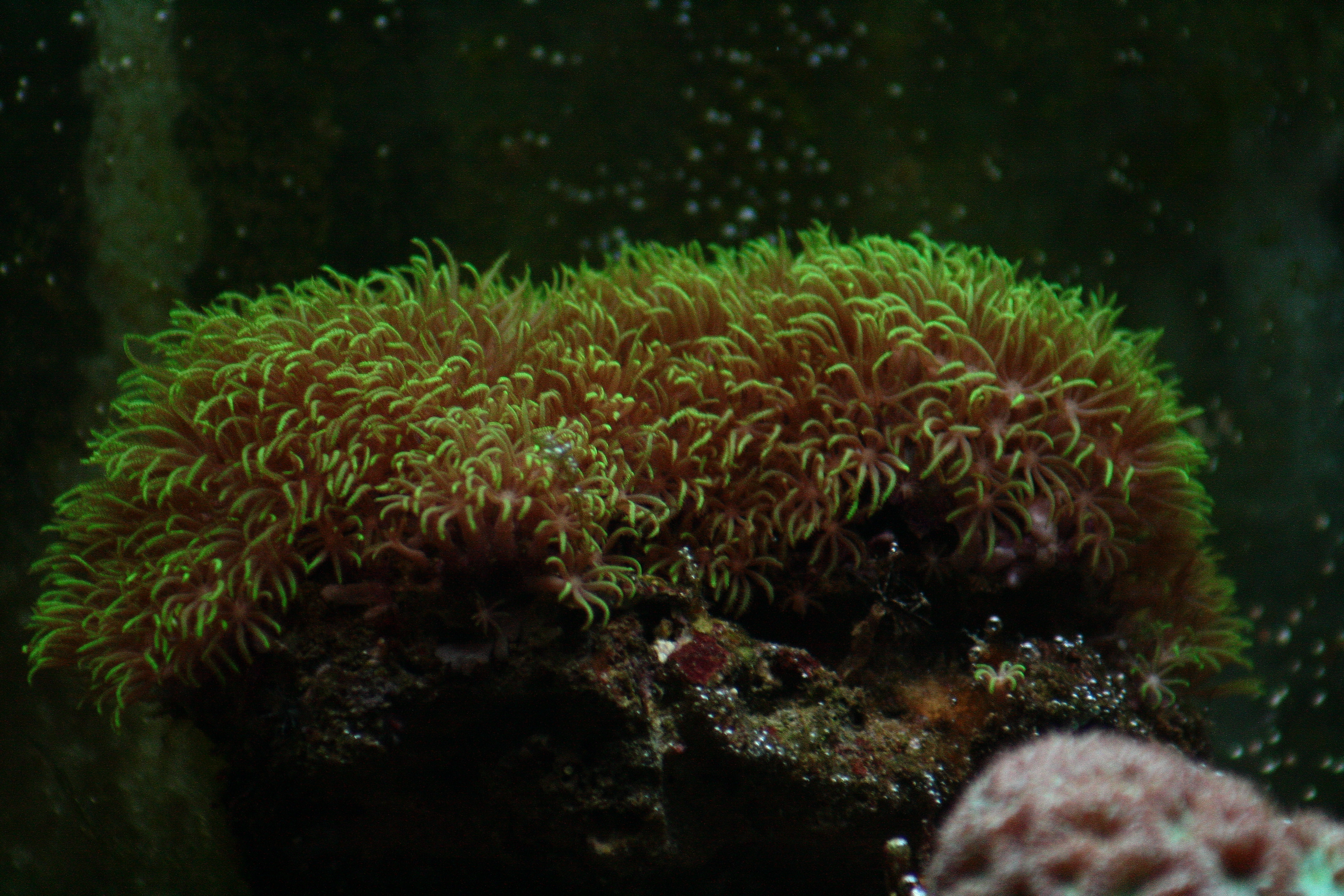
Clavularia viridis, un Clavulariidae.
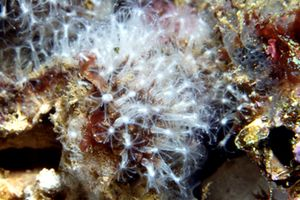
Cornularia cornucopiae, un Cornulariidae.
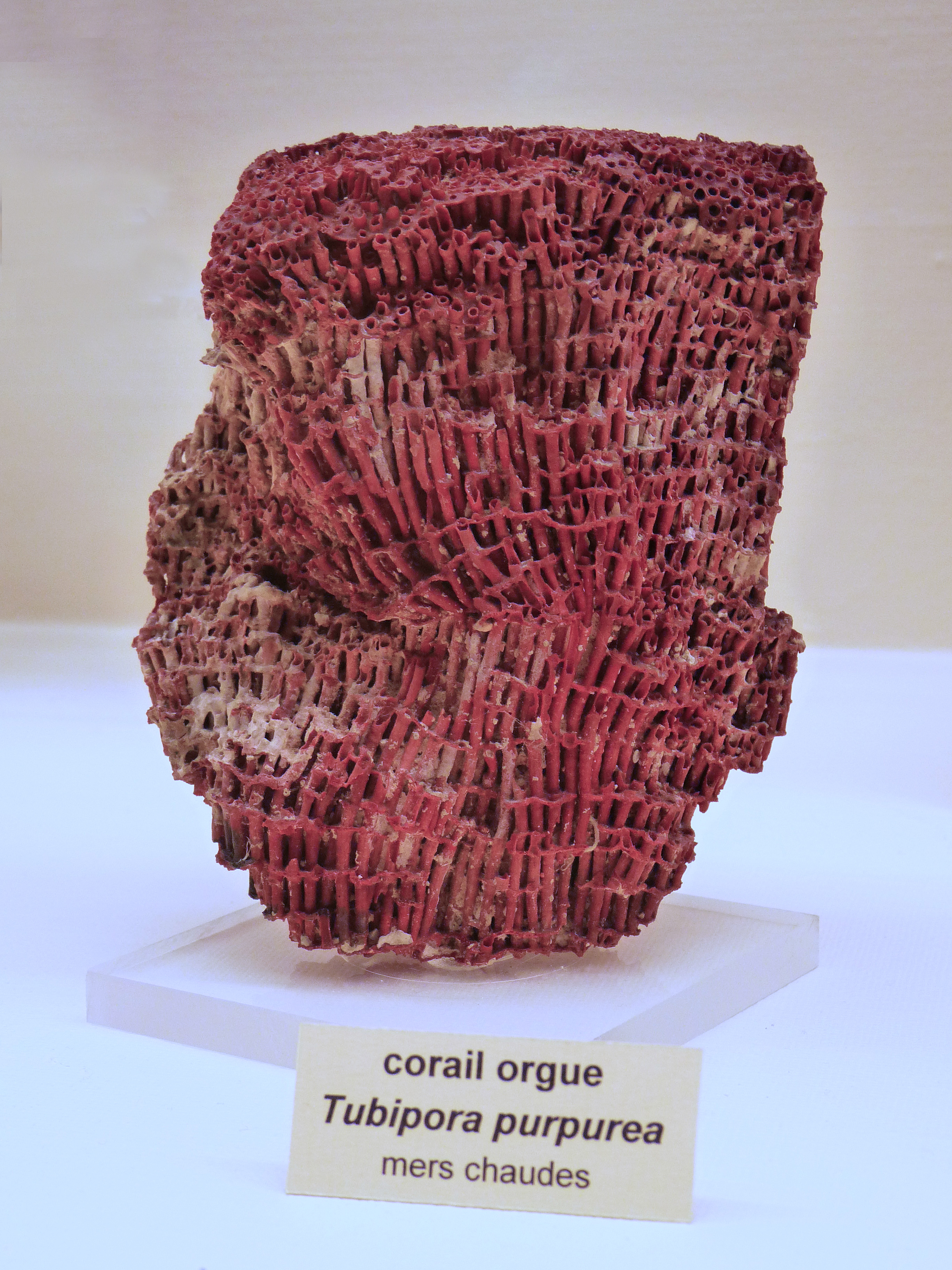
Tubipora musica, un Tubiporidae.